# Canton de Malaucène
Le canton de Malaucène est une ancienne division administrative française du département de Vaucluse, en région Provence-Alpes-Côte d'Azur.

## Histoire
Le canton est supprimé par le décret du 28 février 2014 qui entre en vigueur à l'issue des élections départementales de mars 2015. Il est englobé dans le canton de Vaison-la-Romaine.

## Composition
Le canton de Malaucène comprenait sept communes :
| Nom                    | Code Insee | Intercommunalité            | Superficie (km2) | Population (dernière pop. légale) | Densité (hab./km2) |
| ---------------------- | ---------- | --------------------------- | ---------------- | --------------------------------- | ------------------ |
| Malaucène (chef-lieu)  | 84069      | CA Ventoux-Comtat Venaissin | 45,33            | 2 804 (2014)                      | 62                 |
| Le Barroux             | 84008      | CA Ventoux-Comtat Venaissin | 16,04            | 668 (2014)                        | 42                 |
| Beaumont-du-Ventoux    | 84015      | CA Ventoux-Comtat Venaissin | 28,16            | 292 (2014)                        | 10                 |
| Brantes                | 84021      | CC Vaison Ventoux           | 28,18            | 78 (2014)                         | 2,8                |
| Entrechaux             | 84044      | CC Vaison Ventoux           | 14,91            | 1 162 (2014)                      | 78                 |
| Saint-Léger-du-Ventoux | 84110      | CC Vaison Ventoux           | 19,29            | 39 (2014)                         | 2                  |
| Savoillan              | 84125      | CC Vaison Ventoux           | 8,81             | 84 (2014)                         | 9,5                |

## Représentation

### Conseillers généraux de 1833 à 2015
| Période           | Identité                                        | Parti               | Qualité |
| ----------------- | ----------------------------------------------- | ------------------- | --- |
| 1833-1847 (décès) | François Martin Brémond (1778-1847)             |                     | Juge de paix à Malaucène |
| 1847-1848         | Joseph André François Guiméty                   |                     | Négociant, maire de Malaucène |
| 1848-1852         | Paul François Xavier de Merle                   |                     | Juge de paix, maire de Malaucène |
| 1852-1859         | Joseph André François Guiméty                   |                     | Propriétaire |
| 1859-1870         | Paul François Xavier de Merle                   |                     | Maire de Malaucène |
| 1871-1877         | Ferdinand Geoffroy                              | Républicain         | Négociant, fabricant de papier à Malaucène |
| 1877-1883         | François-Xavier Blanc                           | Droite bonapartiste | Propriétaire et vétérinaire à Malaucène |
| 1883-1895         | Ferdinand Geoffroy (né en 1828)                 | Républicain         | Industriel, négociant, fabricant de papier Maire de Malaucène |
| 1895-1919         | Joseph Geoffroy (fils du précédent, né en 1863) | Républicain         | Fabricant de papier Maire de Malaucène Président de la Chambre de commerce d'Avignon                                                                                |
| 1919-1931         | Louis Cornillac                                 | Rad.                | Minotier à Malaucène |
| 1931-1937         | Jules Bernard                                   | SFIO                | Maire de Saint-Léger-du-Ventoux depuis 1919 |
| 1937-1940         | Louis Cornillac                                 | Rad.                | Minotier Maire de Malaucène (1932-1944) Nommé conseiller départemental en 1942 Président du Conseil départemental (1942-1945)                                       |
| 1945-1985         | Louis Cornillac (1918-2002, fils du précédent)  | Rad. puis MRG       | Minotier Maire de Malaucène (1945-1989) |
| 1985-2015         | Xavier Bernard                                  | PS puis DVG         | Professeur de mathématiques puis chef d'entreprise Maire d'Entrechaux (1983-2020) Vice-président du conseil général Elu en 2015 dans le Canton de Vaison-la-Romaine |

### Conseillers d'arrondissement (de 1833 à 1940)
| Période                                  | Période | Identité                            | Étiquette | Qualité |
| ---------------------------------------- | ------- | ----------------------------------- | --------- | --- |
| 1833                                     |         | Jean Bernard Blanc fils (1795-1882) |           | Négociant, conseiller municipal de Malaucène                                                                |
|                                          |         |                                     |           | |
| 1895                                     | 1910    | Paul-Théophile Barjol               |           | Propriétaire à Malaucène                                                                                    |
| 1910                                     |         | François-Casimir Brémond            |           | Cultivateur à Beaumont                                                                                      |
|                                          |         |                                     |           | |
|                                          | 1940    | M. Eysseric                         | Radical   | |
| 1940                                     |         |                                     |           | Les conseils d'arrondissement ont été suspendus par la loi du 12 octobre 1940 et n'ont jamais été réactivés |
| Les données manquantes sont à compléter. |         |                                     |           | |

## Démographie
| 1962  | 1968  | 1975  | 1982  | 1990  | 1999  | 2006  | 2011  | 2012  |
| ----- | ----- | ----- | ----- | ----- | ----- | ----- | ----- | ----- |
| 3 212 | 3 319 | 3 294 | 3 674 | 3 883 | 4 430 | 4 824 | 4 951 | 4 980 |